# Chardine Sloof
Chardine Sloof (ur. 19 lipca 1992 w Waddinxveen) – holenderska biathlonistka, dwukrotna złota medalistka mistrzostw świata juniorek, od 2015 roku reprezentująca Szwecję.

## Kariera
Po raz pierwszy na arenie międzynarodowej pojawiła się w 2007 roku, startując w Pucharze Europy w norweskim Geilo, gdzie w sprincie zajęła 20. lokatę. Pięć lat później, na mistrzostwach świata juniorów w Kontiolahti, zdobyła dwa złote medale w sprincie i biegu pościgowym. W zawodach Pucharu Świata w biathlonie zadebiutowała 15 stycznia 2011 roku w Ruhpolding, zajmując 81. miejsce w sprincie. Pierwsze pucharowe punkty wywalczyła dopiero sześć lat później, zajmując 10. miejsce w sprincie w Oberhofie. Jak dotąd nie stanęła jeszcze na pucharowym podium.

## Osiągnięcia

### Puchar Świata

#### Miejsca w klasyfikacji generalnej
| Sezon     | Miejsce |
| --------- | ------- |
| 2016/2017 | 54.     |

#### Miejsca na podium
- Sloof nigdy nie stanęła na podium indywidualnych zawodów PŚ.

### Mistrzostwa świata
| Rok  | Miejscowość          | Konkurencje | Konkurencje | Konkurencje | Konkurencje | Konkurencje | Konkurencje | Konkurencje |
| Rok  | Miejscowość          | IN          | SP          | PU          | MS          | RL          | MR          | SR          |
| ---- | -------------------- | ----------- | ----------- | ----------- | ----------- | ----------- | ----------- | ----------- |
| 2012 | Ruhpolding           | 91.         | 114.        | –           | –           | –           | –           | –           |
| 2013 | Nové Město na Moravě | DNF         | DNS         | –           | –           | –           | –           | –           |
| 2015 | Kontiolahti          | 96.         | DNF         | –           | –           | –           | –           | –           |
| 2017 | Hochfilzen           | –           | 44.         | 57.         | –           | –           | –           | –           |

### Mistrzostwa świata juniorów
| Rok  | Miejscowość  | Konkurencje | Konkurencje | Konkurencje | Konkurencje | Konkurencje | Konkurencje | Konkurencje |
| Rok  | Miejscowość  | IN          | SP          | PU          | MS          | RL          | MR          | SR          |
| ---- | ------------ | ----------- | ----------- | ----------- | ----------- | ----------- | ----------- | ----------- |
| 2012 | Kontiolahti  | 1.          | 8.          | 1.          | nd.         | –           | nd.         | –           |
| 2013 | Obertilliach | –           | 31.         | 26.         | nd.         | –           | nd.         | –           |

### Mistrzostwa świata juniorów młodszych
| Rok  | Miejscowość          | Konkurencje | Konkurencje | Konkurencje | Konkurencje | Konkurencje | Konkurencje | Konkurencje |
| Rok  | Miejscowość          | IN          | SP          | PU          | MS          | RL          | MR          | SR          |
| ---- | -------------------- | ----------- | ----------- | ----------- | ----------- | ----------- | ----------- | ----------- |
| 2008 | Ruhpolding           | 27.         | 23.         | 41.         | nd.         | –           | nd.         | –           |
| 2009 | Canmore              | 16.         | 32.         | 31.         | nd.         | –           | nd.         | –           |
| 2010 | Torsby               | 42.         | 8.          | 31.         | nd.         | –           | nd.         | –           |
| 2011 | Nové Město na Moravě | 25.         | 9.          | 5.          | nd.         | –           | nd.         | –           |

### Mistrzostwa Europy
| Rok  | Miejscowość          | Konkurencje | Konkurencje | Konkurencje | Konkurencje | Konkurencje | Konkurencje | Konkurencje |
| Rok  | Miejscowość          | IN          | SP          | PU          | MS          | RL          | MR          | SR          |
| ---- | -------------------- | ----------- | ----------- | ----------- | ----------- | ----------- | ----------- | ----------- |
| 2013 | Bansko               | DNF         | –           | –           | –           | –           | –           | –           |
| 2014 | Nové Město na Moravě | 26.         | 16.         | 28.         | –           | –           | –           | –           |
| 2015 | Otepää               | 14.         | 52.         | 29.         | –           | –           | –           | –           |

### Mistrzostwa Europy juniorów
| Rok  | Miejscowość          | Konkurencje | Konkurencje | Konkurencje | Konkurencje | Konkurencje | Konkurencje | Konkurencje |
| Rok  | Miejscowość          | IN          | SP          | PU          | MS          | RL          | MR          | SR          |
| ---- | -------------------- | ----------- | ----------- | ----------- | ----------- | ----------- | ----------- | ----------- |
| 2008 | Nové Město na Moravě | 53.         | 13.         | 23.         | nd.         | –           | nd.         | –           |
| 2010 | Otepää               | 47.         | 31.         | 31.         | nd.         | –           | nd.         | –           |
| 2011 | Ridnaun              | 20.         | 14.         | 15.         | nd.         | –           | nd.         | –           |
| 2012 | Brezno-Osrblie       | 19.         | 17.         | 24.         | nd.         | –           | nd.         | –           |

### Puchar IBU
Miejsca w klasyfikacji generalnej
| Sezon     | Miejsce           |
| --------- | ----------------- |
| 2008/2009 | 180.              |
| 2009/2010 | niesklasyfikowana |
| 2010/2011 | 61.               |
| 2011/2012 | 157.              |
| 2012/2013 | 38.               |
| 2013/2014 | 87.               |
| 2014/2015 | 64.               |
| 2015/2016 | 105.              |
| 2016/2017 | 87.               |

### Puchar Europy juniorów
Miejsca w klasyfikacji generalnej
| Sezon     | Miejsce |
| --------- | ------- |
| 2007/2008 | 53.     |